# Kléber (football, 1980)
Pour les articles homonymes, voir Kléber (homonymie).
Kléber de Carvalho Corrêa, dit Kléber, est un joueur de football brésilien né le 1er avril 1980 à São Paulo. Il joue au poste de défenseur (latéral gauche). Ses atouts sont sa vitesse, sa technique et ses courses de flanc.
Kléber a été sélectionné à 19 reprises avec l'équipe nationale brésilienne, la Seleção, avec laquelle il a notamment remporté la Copa América 2007 et la Coupe des confédérations 2009.

## Biographie
Kléber signe son premier contrat professionnel avec les Corinthians à l'âge de 18 ans. Il joue 260 matchs en faveur du club brésilien et il remporte en 1998 et 1999 le championnat brésilien. 
À 21 ans, il est convoqué pour la première fois en équipe nationale, la Seleção, pour disputer un match face à la Bolivie.
Kléber rejoint le club allemand du Hannover 96 en septembre 2003 pour renforcer la défense des rouges et noirs. Sa dimension internationale fait de lui un élément de choix lors du Mercato d'été 2003. À Hanovre, Kléber joue 23 matchs de championnat et inscrit un but. 
Après un bref passage par le club suisse du FC Bâle, Kléber retourne en 2005 dans son pays natal pour jouer avec le Santos FC.
En 2007, il est retenu par le sélectionneur brésilien Dunga pour disputer la Copa América qui se déroule au Venezuela. Le Brésil remporte l'épreuve, ce qui constitue le premier titre pour Kléber en équipe nationale.
En janvier 2009, Kléber rejoint le Sport Club Internacional de Porto Alegre. En juin de la même année, il participe à la Coupe des confédérations qu'il remporte avec sa sélection nationale.

## Palmarès

### Avec l'équipe du Brésil
- 19 sélections et 1 but depuis le 31 janvier 2002 et le match Brésil-Bolivie (6-0)
- Vainqueur de la Copa América 2007
- Vainqueur de la Coupe des confédérations 2009

### Avec le SC Corinthians
- Champion du Brésil en 1998 et 1999
- Champion de l'État de São Paulo en 1999, 2001 et 2003
- Vainqueur du Mondial des clubs en 2000
- Vainqueur du Tournoi Rio - São Paulo en 2002
- Vainqueur de la Coupe du Brésil en 2002

### Avec le Santos FC
- Champion de l'État de São Paulo en 2006 et 2007

### Avec le FC Bâle
- Champion de Suisse en 2005

### Distinctions individuelles
- Ballon d'argent brésilien en 2009

## Anecdote
- Kléber a fait ses débuts en équipe nationale le même jour que son compatriote Kaká (soit le 31 janvier 2002).